# Otto Schwink
Otto Schwink (* 16. Oktober 1883 in Bamberg; † 17. Januar 1959 in München) war ein deutscher Offizier und u. a. Leiter des Fremdenverkehrsverbandes München Südbayern und Brauereidirektor.

## Leben

### Militärische Laufbahn
Otto Schwink trat 1902 als Fahnenjunker in das 6. Feld-Artillerie-Regiment in die Bayerische Armee ein. 1904 wurde er Leutnant. Von 1906 bis 1908 war er Teil der Schutztruppe für Deutsch-Südwestafrika und nahm 1906 am Hottentotten-Aufstand teil. 1911 war er Regimentsadjutant. Schwink hatte bereits die Aufnahmeprüfung an die Bayerischen Kriegsakademie bestanden, der Lehrgang wurde aber aufgrund des Kriegsbeginns 1914 nicht richtig einberufen. Er kam zur Flieger-Abteilung 1 nach Lothringen und wurde im gleichen Jahr Batterie-Chef im Reserve-Feld-Artillerie-Regiment 6 in Belgien. 1915 kam er als Beobachter in die Flieger-Abteilung 5 und wurde als Hauptmann kurz Führer einer Kraftwagen-Batterie. Ende des Jahres 1915 wechselte er in die Flieger-Abteilung 4. 1916 war er Abteilungsführer der Artillerie-Flieger-Abteilung 102 in Frankreich. 1917 war er als Offizier in besonderer Stellung beim Armeeoberkommando 14 zur besonderen Verwendung an der Isonzofront, wurde später wieder nach Frankreich kommandiert. Kurz vor Kriegsende war er Generalstabsoffizier am Brückenkopf Köln.
Nach dem Krieg wurde er in die Reichswehr übernommen, kam 1919 als Leiter des Besatzungsamtes nach Köln, wurde damit Stadtkommandant der Stadt und war 1920 wieder in seinem Stammregiment. Als Major wurde er 1921 aus der Armee verabschiedet.

### Wirtschaftliche Laufbahn
1922 wurde er Stadtdirektor in Koblenz. Im darauffolgenden Jahr erfolgte durch die französischen Besatzungsbehörden seine Ausweisung aus dem Rheinland. 1924 war er im Städtischen Statistischen Amt in München tätig. Für knapp ein Jahr war er Kurdirektor in Berchtesgaden, bevor er 1925 Leiter des Fremdenverkehrsverbandes München Südbayern und des Bayerischen Landesfremdenverkehrsrates wurde. Bis 1933 blieb er in dieser Position.
1932 wurde er Aufsichtsrat des Exportbierbrauerei Mönchhof in Kulmbach und 1936 Mitglied des Aufsichtsrates einer Malzfabrik. Von 1934 bis 1938 war er Brauereidirektor. 1939 wurde er Mineralölreferent im Landeswirtschaftsamt in München. Um 1941 war er stellvertretender Vorsitzender des Aufsichtsrates der Wendelsteinbahn- und Hotel AG Brannenburg.
Nach dem Krieg war er ab 1949 stellvertretender Leiter der Abteilung Industrie im Bayerischen Wirtschaftsministerium und ab 1951 Direktor des Landesfremdenverkehrsverbandes Bayern und des Fremdenverkehrsverbandes München-Oberbayern.

### Akademische Laufbahn
1918 veröffentlichte er in der Reihe Der große Krieg in Einzeldarstellungen das Band 10 mit dem Titel Die Schlacht an der Yser und bei Ypern im Herbst 1914. Das Band wurde in mehrere Sprachen übersetzt.
1930 schloss er an der Universität München seine Promotion (Dr. rer. oec.) mit dem Thema Aufgaben und Finanzen der Stadt Coblenz seit 1890 ab.

### Familie
Von 1908 bis 1912 war er mit Gertrud, geb. Neuner, verheiratet. Drei Jahre später heiratete er Käthe Ulrichs.
Am 17. Mai 1930 heiratete er in München Elisabeth Loeb (* 1894). Ihre Mutter Frieda war die Tochter von Heinrich Berolzheimer und wurde 1942 Opfer der Euthanasie der Nationalsozialisten. Die Ehe galt als Mischehe. Zusammen lebten sie in der Magdalenenstraße 34 und vom 28. April 1934 bis 12. November 1934 in der Destouchesstraße 8. Anschließend lebten sie bis 24. Oktober 1935 in Meiningen und dann erneut in München, nun in der Wotanstraße 57.

### 3. Mai 1945
Kurz vor Kriegsende kam es Anfang Mai 1945 zu einer schlimmen Tragödie. Elisabeth, Schwinks Ehefrau, seine Tochter Ruth (* 1931) und eine Freundin, Johanna Pfund, waren vom Dorf Jachenau über Berg und die Fieberkapelle nach Sachenbach unterwegs. Auf dem Berg trafen sie auf junge, alkoholisierte SS-Soldaten, welche sich nicht den anrückenden Amerikanern ergeben wollten. Elisabeth wollte diese von dem Unterfangen abhalten, konnte aber letztendlich nichts erreichen. Die drei Frauen konnten aber anfangs unbehelligt ihren Weg nach Sachenbach fortsetzen.
Ruth und ihre Freundin Johanna erreichten Sachenbach. Elisabeth Schwink ging weiter Richtung Urfeld, um dort Verbindung mit den heranrückenden Amerikanern aufzunehmen mit dem Ziel, Jachenau und deren Bevölkerung vor Schäden zu bewahren. In der Folge kam es zu einem kurzen Gefecht zwischen den SS-Soldaten und den Amerikanern, welche sich aber bald zurückzogen. Nachdem das Kampfgeschehen abgeebbt war, traten die drei Frauen den Rückweg an. Als sie die Gefechtsstellung der SS-Soldaten passierten, eröffneten diese das Feuer. Elisabeth und Ruth Schwing wurden tödlich, Johanna Pfund schwer verletzt.
An der Staatsstraße 2072, ca. 600 m oberhalb von Sachenbach in Richtung Jachenau erinnert ein von Otto Schwink errichtetes Marterl an das Geschehen vom 3. Mai 1945.

## Werke (Auswahl)
- Fremdenverkehr und Staat. Denkschrift von Schwink. Carl Gerber, München, 1926.